# مايك هاغرتي
مايك هاغرتي (بالإنجليزية: Mike Haggerty)‏ هو لاعب كرة قدم أمريكية أمريكي، ولد في 14 أكتوبر 1945 في رويال أوك في الولايات المتحدة.

## وصلات خارجية
- مايك هاغرتي على موقع مرجع كرة القدم المحترفة.كوم (الإنجليزية)
- مايك هاغرتي على موقع JustSportsStats.com (الإنجليزية)